# Aufidi de Quios
|  | Per a altres significats, vegeu «Tit Aufidi». |

Aufidi de Quios (en llatí Aufidius Chius) va ser un jurista romà conegut per estar inclòs en les Fragmenta juris Romani Vaticana, on al paràgraf 77 Atilicí l'anomena Aufidius Chius.
Podria ser la mateixa persona anomenada Tit Aufidi que va ser cònsol sota l'emperador Hadrià.